# Gil Alma
Pour les articles homonymes, voir Alma.
 (mai 2019).
Gilles Bongibault, dit Gil Alma, est un acteur, humoriste et producteur français né le 20 septembre 1979 à Montreuil en Seine-Saint-Denis.

## Biographie
Gilles Bongibault est issu d’une famille de poissonniers. Son père meurt alors qu’il n’a que 8 ans. Il commence les cours à Paris à 19 ans avant de faire de la figuration, des spectacles pour enfants, et des publicités.
En 2008, Gil Alma décroche le rôle de Jonathan au cinéma dans Vilaine de Jean-Patrick Benes et Allan Mauduit, puis un rôle récurrent dans le programme court humoristique d’M6 Tongs et Paréo. Il obtient un Talent Cannes avec le court-métrage de Léa Fazer et tourne ensuite avec Costa-Gavras dans Eden à l'ouest. Il se fait remarquer à la télévision avec le rôle du Capitaine Greg Manoukian dans Les Bleus (saison 3) et Kaboul Kitchen pour Canal+. En 2012, Gil Alma interprète le rôle d'Alain Stuck Becker pendant cinq ans, un des personnages principaux de la série humoristique de TF1 Nos chers voisins.
En 2015, il crée une société de production dénommée AGIL Productions. Il monte sur scène, joue et produit plusieurs de ses spectacles solo, dont notamment 200 % Naturel, ainsi que ceux de Benoit Joubert. Ils jouent d'ailleurs ensemble le spectacle "Gil et Ben (ré)unis" depuis 2023.
En 2020, il devient le personnage éponyme de la série policière à succès César Wagner de France Télévision, dans laquelle il tient le rôle titre d'un flic hypocondriaque à Strasbourg, qui rassemble jusqu'à 5,4 millions de téléspectateurs. Il participe à la série Parallèles pour Disney+ en 2022  et décroche le premier rôle de la mini-série L'Abîme.
Il est ambassadeur de la Fondation Claude-Pompidou, Association ELA, fondation Action Enfance, La chaîne de l'espoir et s'engage pour la planète[réf. nécessaire].

## Filmographie

### Cinéma

#### Longs métrages
- 2004 : 13 Tzameti de Gela Babluani :
- 2008 : Bientôt j'arrête (court-métrage) de Léa Fazer : Wolf
- 2008 : Vilaine de Jean-Patrick Benes et Allan Mauduit : Jonathan
- 2009 : Julie et ses Jules de Fanny Jean-Noël :
- 2009 : Mémoires d'une jeune fille dérangée de Keren Marciano : Jules
- 2009 : Ah ! la libido de Michèle Rosier : un toy-boy au paddock
- 2009 : Eden à l'ouest de Costa-Gavras : Bob
- 2011 : Un jour (One Day) de Lone Scherfig : le serveur
- 2011 : Bienvenue à bord d’Éric Lavaine : le candidat idéal (au début du film)
- 2011 : Halal police d'État de Rachid Dhibou : le serveur du restaurant
- 2013 : Au bonheur des ogres de Nicolas Bary : le vétérinaire
- 2017 : Si tu n'es pas là de Pierre Ferrière : Gilles
- 2016 : Arès de Jean-Patrick Benes : le présentateur
- 2017 : Raid dingue de Dany Boon : Greg Martel, nouvelle recrue du Raid
- 2021 : Mystère à Saint-Tropez de Nicolas Benamou : Gabriel
- 2021 : Le Sens de la famille de Jean-Patrick Benes : Gilles
- 2021 : Le Destin du mois de Pierre Ferrière

#### Court métrage
- 2011 : Héroïques anonymes : Superman

### Télévision
- 2003 : Sœur Thérèse.com, saison 1, épisode 2 : l'agent de sécurité de Biotech
- 2007 : La Prophétie d'Avignon (mini-série) (saison 1, épisode 7) de David Delrieux : copain disco
- 2007 : Samantha Oups ! de Thierry Perrutier
- 2008 : Camping Paradis (saison 1, épisode 3 : L'Oncle d'Amérique) de Philippe Proteau : Marcus Carpeloti
- 2009 : Tongs et paréo de Philippe Giangreco : Yannick
- 2009 : Les Bleus de Christophe Douchand et Stéphane Clavier : capitaine Greg Manoukian
- 2010 : 10 jours pour s'aimer de Christophe Douchand : Nico
- 2010 : Sois riche et tais-toi de Philippe Giangrecco : l'opportuniste
- 2011 : I love Périgord (Téléfilm) de Charles Nemes : Auguste
- 2011 : Week-end chez les toquées de Emmanuel Jeaugey : Guillaume
- 2011 : Drôle de poker de Jean-Marc Peyrefitte et Arsène Mosca
- 2011 : Kaboul Kitchen de Jean-Patrick Benes et Allan Mauduit : Jacques
- 2012-2017 : Nos chers voisins de Stephan Kopecky et Gérard Pautonnier : Alain Stuck Becker
- 2012 : Doc Martin (saison 3, épisode 4 : Blackout) de Jean-Pierre Sinapi : le réparateur EDF
- 2014 : Camping Paradis (saison 6, épisode 1 : Éclipse au Camping) : Alexandre
- 2015 : Lettre à France de Stéphane Clavier : Olivier
- 2015 : Joséphine, ange gardien (saison 16, épisode 3 : Dans la tête d'Antoine) : Antoine Bailly
- 2017 : Alice Nevers (saison 15, épisode 6 : Divine compagnie) de Stephan Kopecky : Antoine Bétillon
- 2017-2019 : On va s'aimer un peu, beaucoup... de Julien Zidi
- 2018 : Maman a tort de François Velle, adaptation du roman de Michel Bussi : Jibé
- 2019 : À l'intérieur de Vincent Lannoo : Benjamin Melnik
- 2019 : La Malédiction de Provins d’Olivier Doran : Grégoire
- 2019 : État d'urgence de Vincent Lannoo : Vincent
- Depuis 2020 : César Wagner d'Antoine Garceau : César Wagner
- 2020 : Dix pour cent d'Antoine Garceau : le réalisateur
- 2021 : Profession comédien sur TMC : lui même
- 2022 : Parallèles sur Disney+ : Arnaud Deslandes
- 2022 : L'Abîme : Laurent Lacaze
- 2022 : La Grande Dinguerie sur W9
- 2022 : Tous Inconnus de Nicolas Hourès : lui même
- 2024 : Scènes de ménages - prime time Plans sur la comète : le survivaliste
- 2024 : Meurtres à Chartres de Sandrine Cohen : Pierre Templard
- 2025 : Dans de beaux draps de Stéphanie Pillonca : Rémi

### Publicités
- 2007 : Regis Bahier de Gilles Galud
- 2008 : Coca Cola Zero de Martin Werner
- 2009 : Oops de Hugo Gélin
- 2008 : Neuf Télécom de David Horowitz
- 2009 : Citroën de Denis Thybaud
- 2010 : Carrefour de "Les Uns"

### Clips
- 2009 : Elle panique d'Olivia Ruiz
- 2010 : La Fille de la bande de Renan Luce
- 2013 : Les Jours Électriques de Jenifer
- 2014 : Le Chemin de Pierre d'Abbé Road (collectif pour la Fondation Abbé-Pierre)
- 2020 : Ne reste pas de glace de Léa Paci

## Spectacles
- 2011 : Gil Alma n'a pas un physique facile
- 2012 : Gil Alma Born to be a Star ou presque
- 2015 : La Vie est belle
- 2017 : 100% naturel
- 2019-2020 : 200% naturel
- Depuis 2021 : Gil et Ben RéUnis

## Théâtre
- 2001-2004 : Une paire de gifles, On passe dans huit jours, Les Desseins de la Providence, de Sacha Guitry
- 2003 : Le Système Ribadier de Georges Feydeau, mis en scène par Frédéric Jacquot : Thomeureux
- 2005-2008 : Les 3 Faites les taire !
- 2014 : Box Office - Spectacle d'improvisation au Théâtre de Dix heures
- 2015 : On va s'Marais au Théâtre du Marais

## Émissions de télévision
- 2012 à 2017 : Nos chers Voisins sur TF1
- 2015, 2016, 2017, 2020 : Fort Boyard sur France 2
- 2014 : Canapé Quiz sur TMC
- 2015 : L'Académie des neuf sur NRJ 12
- 2015 : Le Maillon faible sur D8
- 2015 et 2017 : Le Grand Blind Test sur TF1
- 2015 et 2016 : L'Œuf ou la Poule ? sur D8
- 2017 : Tout le monde a son mot à dire sur France 2
- 2018 : Off roads, les routes de l’extrême sur RMC Découverte
- 2018-2020 : Le Grand Concours des humoristes sur TF1
- 2018 : Strike sur C8
- 2019 : Top départ, lâchez les chevaux sur M6
- 2021 : Caméra canapé sur M6
- 2021 : Boyard Land sur France 2
- 2021 : Stars à nu sur TF1
- 2023 : Saison 6 du Meilleur Pâtissier, spécial célébrités sur Gulli : candidat
- 2023 : Instinct animal sur France 2
- 2023 : Le Grand Quiz sur TF1
- 2024 : 100 % logique sur France 2
- 2024 : 25 kilos : 3 jours pour vider son sac sur France 5

## Distinctions
- 2008 : Talents Cannes ADAMI 2008, avec Bientôt j'arrête de Léa Fazer.